# Glen Keith
Glen Keith ist eine Whiskybrennerei in Keith, Moray, Schottland.
Chivas Brothers, die schon die gegenüberliegende Strathisla-Brennerei betrieben, begannen im Jahre 1957 mit der Errichtung einer neuen Brennerei in Keith. Sie war die erste Brennereineugründung in Schottland nach dem Boom im Viktorianischen Zeitalter. Der Glen Keith getaufte Betrieb wurde 1960 fertiggestellt. Glen Keith diente dem Spirituosenkonzern neben der kommerziellen Whiskyproduktion auch als Versuchseinrichtung zur Entwicklung innovativer Techniken. Es wurden zunächst drei Brennblasen eingesetzt, eine Grobbrand- und zwei Feinbrandblasen, die einen dreifach gebrannten Malt Whisky produzierten; es konnte jedoch auch einfach auf zweifache Destillation umgestellt werden. Das in der Whiskyregion Lowlands übliche dreifache Brennen ist hingegen in der Region Speyside nicht gängig und spiegelt den experimentellen Charakter der Brennerei wider. Später wurde die Anzahl der Brennblasen auf sechs erhöht. Hierbei wurden Mitte der 1970er Jahre die ersten gasbeheizten Pot Stills überhaupt installiert.
Die Glen-Keith-Brennerei produzierte auch ihr eigenes Malz und ihre eigene Hefe. Hierbei wurde auch die Strathisla-Brennerei über eine Druckleitung mit Malz versorgt. Eine Zeit lang wurde ein getorfter Malt Whisky produziert, den der unabhängige Abfüller Signatory unter der Handelsbezeichnung Glenisla vertrieb. Erwähnenswert hierbei ist, dass das Torfraucharoma nicht wie üblich durch getorftes Malz, sondern durch mit Torfrauch behandeltes Wasser erzeugt wurde.
Im Jahre 1999 wurde Glen Keith eingemottet und ging 2001 in den Besitz von Pernod Ricard über. Im Juni 2013 wurde die Brennerei wieder eröffnet.